# Neoleprea macrocercus
Neoleprea macrocercus är en ringmaskart som beskrevs av Anne D. Hutchings och Glasby 1988. Neoleprea macrocercus ingår i släktet Neoleprea och familjen Terebellidae. Inga underarter finns listade i Catalogue of Life.